# Сергеева, Ирина Сергеевна
Ири́на Серге́евна Серге́ева (род. 26 декабря 1987, Курск) — российская легкоатлетка, специалистка по бегу на средние и длинные дистанции, кроссу и марафону. Выступает на профессиональном уровне с 2006 года, чемпионка России по кроссу, обладательница серебряной медали молодёжного чемпионата Европы, победительница и призёрка ряда крупных всероссийских стартов. Представляет Курскую область. Мастер спорта России международного класса.

## Биография
Ирина Сергеева родилась 26 декабря 1987 года в Курске. Занималась лёгкой атлетикой в местной секции, проходила подготовку под руководством тренера Вадима Олеговича Шаева.
Выступала на крупных соревнованиях всероссийского уровня начина с 2006 года.
В 2007 году на молодёжном всероссийском первенстве в Туле выиграла серебряную и бронзовую медали в дисциплинах 5000 и 10 000 метров соответственно. Попав в состав российской сборной, выступила на молодёжном европейском первенстве в Дебрецене, где в программе 10 000 метров завоевала серебряную награду, уступив только белоруске Ольге Мининой. Позднее также стартовала на чемпионате Европы по кроссу в Торо — заняла 32-е место в личном молодёжном зачёте и вместе с соотечественницами стала серебряной призёркой командного зачёта.
На молодёжном всероссийском первенстве 2008 года в Челябинске была седьмой на дистанции 5000 метров и второй на дистанции 10 000 метров. С личным рекордом 32:32.22 закрыла десятку сильнейших взрослого чемпионата России в Казани.
В 2009 году на кроссовом чемпионате Европы в Дублине финишировала второй в молодёжном зачёте, вновь стала серебряной призёркой командного зачёта.
В 2010 году была четвёртой на зимнем чемпионате России в Москве, второй на командном чемпионате России в Сочи, превзошла всех соперниц на весеннем чемпионате России по кроссу в Жуковском и на осеннем чемпионате России по кроссу в Оренбурге, показала 15-й результат на чемпионате Европы по кроссу в Албуфейре.
В 2011 году вновь победила на весеннем чемпионате России по кроссу в Жуковском, с результатом 2:38:09 финишировала пятой на Гамбургском марафоне.
В 2014 году с командой Курской области выиграла бронзовую медаль в эстафете 4×1500 метров на эстафетном чемпионате России в Адлере.
В 2015 году среди прочего стала шестой на чемпионате России по марафону в Казани. Однако в этом сезоне была уличена в нарушении антидопинговых правил и решением Всероссийской федерации лёгкой атлетики отстранена от участия в соревнованиях на 2 года и 6 месяцев.
По окончании срока дисквалификации Сергеева возобновила спортивную карьеру. Так, в 2018 году она выиграла полумарафон в Сочи, была третьей на полумарафоне в Москве, в беге на 10 000 метров финишировала шестой на Мемориале братьев Знаменских в Жуковском, а в беге на 5000 метров закрыла десятку сильнейших на чемпионате России в Казани. На чемпионате России по полумарафону в Ярославле, прошедшем в рамках V Ярославского полумарафона «Золотое кольцо», пришла к финишу второй. Установила при этом свой личный рекорд — 1:11:35.
В 2019 году отметилась победой на полумарафоне в Сочи, с личным рекордом 2:31:37 завоевала серебряную награду на чемпионате России по марафону в Казани, была третьей на полумарафоне в Санкт-Петербурге, шестой на Московском марафоне.
В 2020 году стала второй на полумарафоне в Москве, четвёртой на полумарафоне в Санкт-Петербурге, восьмой на чемпионате России по бегу на 10 000 метров в Смоленске, третьей на Московском марафоне.
В 2021 году финишировала пятой на 10-километровом пробеге «Северная столица» в Санкт-Петербурге, второй на полумарафоне в Белгороде, седьмой на осеннем чемпионате России по кроссу в Оренбурге.
В 2022 году бежала 10 000 метров на чемпионате России в Чебоксарах, но сошла здесь с дистанции.
В 2024 году заняла четвёртое место на весеннем чемпионате России по кроссу в Нижнем Новгороде, показала седьмой результат в беге на 10 000 метров на чемпионате России в Екатеринбурге.
За выдающиеся спортивные результаты удостоена почётного звания «Мастер спорта России международного класса».